# Rosario Palomino Otiniano
Rosario Palomino Otiniano   (Lima, 1971 - Barcelona, 22 d'octubre de 2024) va ser una psicòloga i activista peruana lluitadora per la defensa del català.
Activista en la defensa del català, fou impulsora de la iniciativa "No em canviïs la llengua", juntament amb Matthew Tree, Toni Albà i Carme Sansa, una campanya que va néixer el 2019 contra el canvi de llengua "per demanar als catalans autòctons que no es deixessin dur per estereotips i prejudicis i una suposada bona educació i que no canviessin la llengua amb els nouvinguts i també nous parlants de català". Palomino va formar part de la llista de Junts per Catalunya a Barcelona. Formà part del projecte de la Crida Nacional per la República i participà en actes del Consell de la República.
Palomino va morir a 53 anys l'octubre del 2024 a causa d'un càncer.